# 非洲軟梳䲁
非洲軟梳䲁（學名：Malacoctenus africanus），為輻鰭魚綱䲁形目脂䲁科軟梳䲁屬的一個種，分布於東大西洋塞內加爾戈雷島和恩戈爾島附近海域，體長可達7.4公分，棲息在淺水的岩石區，生活習性不明。